# New York Public Interest Research Group
New York Public Interest Research Group (NYPIRG) är en New York-omfattande icke-partisk politisk organisation. Den har funnits sedan 1973. Dess nuvarande verkställande direktör är Rebecca Weber och dess grundande direktör är Donald K. Ross. Cheryl Lynch är nuvarande ordförande i styrelsen för NYPIRG.
NYPIRG är en av de största samhällsintresserade forskningsgrupperna i USA som har sin verksamhet på statlig nivå.
Barack Obama, USA:s nuvarande president, arbetade som organisatör för NYPIRG i ungefär 3 månader, med början i februari 1985.